# Plaza de los Naranjos
La plaza de los Naranjos es una plaza situada en el casco antiguo de la ciudad de Marbella (España).
Se trata de un espacio urbano abierto en 1485, tras la conquista cristiana de la ciudad, que se encuentra enmarcado por características casas blancas andaluzas y tres edificios históricos: la Casa Consistorial, la Casa del Corregidor y la Ermita de Santiago. Al centro, rodeada de naranjos se ubica una fuente renacentista. 
Desde su construcción, la plaza de los Naranjos, donde antaño estuvieron también la cárcel y la alhóndiga, se convirtió en el centro del poder administrativo y civil de la ciudad, como establecían los planteamientos urbanísticos castellanos.